# Macronyx
Macronyx – rodzaj ptaków z rodziny pliszkowatych (Motacillidae).

## Zasięg występowania
Rodzaj obejmuje gatunki występujące w Afryce.

## Morfologia
Długość ciała 16–22 cm; masa ciała samców 24–64 g, samic 25,3–60 g.

## Systematyka

### Etymologia
- Macronyx: gr. μακρος makros „długi, wielki”; ονυξ onux, ονυχος onukhos „pazur”[6].
- Hemimacronyx: gr. ἡμι- hēmi- „mały”, od ἡμισυς hēmisus „połowa”; rodzaj Macronyx Swainson, 1827 (szponnik)[7]. Gatunek typowy: Anthus chloris M.H.C. Lichtenstein, 1842.

### Podział systematyczny
Do rodzaju należą następujące gatunki:
- Macronyx flavicollis Rüppell, 1840 – szponnik górski
- Macronyx fuellebornii Reichenow, 1900 – szponnik żółtobrewy
- Macronyx capensis (Linnaeus, 1766) – szponnik rudobrewy
- Macronyx croceus (Vieillot, 1816) – szponnik żółtogardły
- Macronyx aurantiigula Reichenow, 1891 – szponnik złotogardły
- Macronyx ameliae de Tarragon, 1845 – szponnik różowogardły
- Macronyx grimwoodi Benson, 1955 – szponnik cynamonowy
- Macronyx sharpei F.J. Jackson, 1904 – szponnik kenijski
- Macronyx chloris (M.H.C. Lichtenstein, 1842) – szponnik żółty